# Canton de Châteauneuf-du-Faou
Le canton de Châteauneuf-du-Faou est une division administrative française, située dans le département du Finistère et la région Bretagne.

## Composition
Le canton de Châteauneuf-du-Faou regroupe les communes suivantes :
| Nom                             | Code Insee | Codepostal | Superficie (km2) | Population (dernière pop. légale) | Densité (hab./km2) |
| ------------------------------- | ---------- | ---------- | ---------------- | --------------------------------- | ------------------ |
| Châteauneuf-du-Faou (chef-lieu) | 29027      | 29520      | 42,58            | 3 692 (2012)                      | 87                 |
| Collorec                        | 29036      | 29530      | 28,39            | 652 (2012)                        | 23                 |
| Coray                           | 29041      | 29370      | 31,36            | 1 888 (2012)                      | 60                 |
| Landeleau                       | 29102      | 29530      | 30,41            | 983 (2012)                        | 32                 |
| Laz                             | 29122      | 29520      | 34,44            | 685 (2012)                        | 20                 |
| Leuhan                          | 29125      | 29390      | 32,75            | 789 (2012)                        | 24                 |
| Plonévez-du-Faou                | 29175      | 29530      | 80,73            | 2 153 (2012)                      | 27                 |
| Saint-Goazec                    | 29249      | 29520      | 33,76            | 713 (2012)                        | 21                 |
| Saint-Thois                     | 29267      | 29520      | 18,10            | 708 (2012)                        | 39                 |
| Trégourez                       | 29291      | 29970      | 17,72            | 981 (2012)                        | 55                 |

## Représentation

### Conseillers généraux de 1833 à 2015
| 1833 | 1836             | Jean-Jacques Treuttel           |                   | Notaire maire de Leuhan (1820-1822, 1832-1847 et 1850-1851)                                   |  |  |  |  |
| 1836 | 1871             | Émile Bernard                   |                   | Médecin, propriétaire à Carhaix Maire de Châteauneuf-du-Faou (1861)                           |  |  |  |  |
| 1871 | 1877             | Joseph-René Guéguen (1832-1891) | Républicain       | Greffier de paix, Châteauneuf-du-Faou                                                         |  |  |  |  |
| 1877 | 1880 (décès)     | Louis Monjaret de Kerjégu       | Union des Droites | Directeur de la ferme-école de Kerwozech Maire de Saint-Goazec (1860-1880) Député (1876-1880) |  |  |  |  |
| 1880 | 1891 (décès)     | Joseph-René Guéguen             | Républicain       | Ancien greffier, Châteauneuf-du-Faou                                                          |  |  |  |  |
| 1891 | 1914 (décès)     | Louis Dubuisson                 | GR                | Médecin Maire de Châteauneuf-du-Faou (1909-1914) Député (1898-1914)                           |  |  |  |  |
| 1914 | 1937             | Victor Le Guern                 | Rad.              | Greffier de justice de paix à Châteauneuf-du-Faou Adjoint au maire de Plonévez-du-Faou        |  |  |  |  |
| 1937 | 1940             | Joseph Le Derrien (1893-1946)   | Rad.              | Agriculteur Maire de Plonévez-du-Faou (1919-1952)                                             |  |  |  |  |
|      |                  |                                 |                   |                                                                                               |  |  |  |  |
| 1943 | 1945             | Joseph Le Derrien               | Rad.              | Maire de Plonévez-du-Faou Nommé conseiller départemental en 1943                              |  |  |  |  |
|      |                  |                                 |                   |                                                                                               |  |  |  |  |
| 1945 | 1951             | Yves Blanchard                  | PCF               | Aviculteur Maire de Châteauneuf-du-Faou (1947-1948)                                           |  |  |  |  |
| 1951 | 1957 (décès)     | Charles Bernard                 | RPF               | Boucher à Plonévez-du-Faou                                                                    |  |  |  |  |
| 1957 | 1964             | Germain Chaussy                 | MRP               | Directeur de coopérative Maire de Châteauneuf-du-Faou (1952-1965)                             |  |  |  |  |
| 1964 | 1976             | Louis Hémery                    | PCF               | Artisan cordonnier et commerçant Maire de Leuhan (1945-1977)                                  |  |  |  |  |
| 1976 | 1982             | Jean Hourmant                   | DVD               | Entrepreneur Maire de Plonévez-du-Faou (1971-1995)                                            |  |  |  |  |
| 1982 | 2012 (démission) | François Riou (1938-2022)       | PS                | Exploitant agricole, inséminateur Ancien conseiller municipal de Châteauneuf-du-Faou          |  |  |  |  |
| 2012 | 2015             | Henriette Le Brigand            | PS                | Institutrice puis directrice d'école Maire de Coray (2014-2020)                               |  |  |  |  |

### Conseillers d'arrondissement (de 1833 à 1940)
Le canton de Châteauneuf-du-Faou avait deux conseillers d'arrondissement.
| 1833 | 1836             | Jean-Louis Le Guern                               |              | Propriétaire cultivateur à Plonevez-du-Faou (1865-1873)                                   |
| 1833 | 1836             | Julien Marie René Victor Richard (1797-1840)      |              | Avocat, juge de paix, propriétaire au Faou                                                |
| 1836 | 1840 (décès)     | Christophe Julien Gestin                          |              | Maire de Coray                                                                            |
| 1836 | 1848             | Jean-Pierre Delaporte (1789-1858)                 |              | Notaire royal, ancien maire de Châteauneuf-du-Faou (1826-1830), ancien receveur buraliste |
| 1840 | 1848             | Louis Le Jollec                                   |              | Propriétaire du manoir de Lanvéguen, maire de Gouézec (1842-1866)                         |
| Les données manquantes sont à compléter.                                                                    |                  |                                                   |              |                                                                                           |
| 1871 |                  | Jean-Louis Le Guern                               |              | Notaire, maire de Plonévez-du-Faou                                                        |
| Les données manquantes sont à compléter.                                                                    |                  |                                                   |              |                                                                                           |
| 1895 | 1898             | Jacques Guillaume Quéméré                         | Républicain  | Maire de Trégourez                                                                        |
| 1895 | 1897 (démission) | Jean-François Le Derrien                          | Républicain  | Cultivateur propriétaire, maire de Plonévez-du-Faou (1891-1902)                           |
| 1898 | 1904             | Yves Le Coquil (1867-1943)                        | Républicain  | Médecin, adjoint au maire de Châteauneuf-du-Faou                                          |
| 1898 | 1928             | Henry Crouan (1865-1954)                          | Rad. puis RG | Notaire, maire de Coray                                                                   |
| 1904 | 1923 (décès)     | Laurent Le Coquil (1869-1923, fils d'Y.Le Coquil) | Rad. puis RG | Pharmacien, adjoint au maire de Châteauneuf-du-Faou                                       |
| 1923 | 1940             | Jean Dalayen                                      | RG           | Agriculteur, maire de Trégourez                                                           |
| 1928 | 1937             | Joseph Le Derrien (fils de J.F.Le Derrien)        | Rad.         | Agriculteur, maire de Plonévez-du-Faou (1919-1952)                                        |
| 1937 | 1940             | M. Birien                                         |              | Agriculteur, conseiller municipal de Châteauneuf-du-Faou                                  |
| Les conseils d'arrondissement ont été suspendus par la loi du 12 octobre 1940 et n'ont jamais été réactivés |                  |                                                   |              |                                                                                           |

## Démographie
| 1962   | 1968   | 1975   | 1982   | 1990   | 1999   | 2006   | 2011   | 2012   |
| ------ | ------ | ------ | ------ | ------ | ------ | ------ | ------ | ------ |
| 16 585 | 15 939 | 14 726 | 14 266 | 13 220 | 12 871 | 13 047 | 13 216 | 13 244 |